# Дзержаново-Осада
Дзержаново-Осада (пол. Dzierżanowo-Osada) — село в Польщі, у гміні Мала Весь Плоцького повіту Мазовецького воєводства.
У 1975-1998 роках село належало до Плоцького воєводства.